# ENSEMBLE TOUR 〜ソワレ・ドゥ・ラ・ブリュ〜
『ENSEMBLE TOUR 〜ソワレ・ドゥ・ラ・ブリュ〜』は、日本のロックバンド・Mrs. GREEN APPLEの2作目の映像作品。

## 概要
ENSEMBLE TOURは2018年4月にリリースした3rdフルアルバムENSEMBLEを引っ提げ、11都市14公演で行われた全国ホールツアー。本作品はその最終公演となった9月9日の幕張メッセ国際展示場2日目の模様を収録したもので、2019年1月9日にリリースされた。

## ツアー日程
| 公演日 | 公演日  | 公演日 | 都市   | 会場                                           |
| 年     | 月日    | 曜日   | 都市   | 会場                                           |
| ------ | ------- | ------ | ------ | ---------------------------------------------- |
| 2018年 | 5月12日 | 土曜   | 東京   | パルテノン多摩 大ホール                        |
| 2018年 | 5月19日 | 土曜   | 香川   | サンポートホール高松 大ホール                  |
| 2018年 | 5月20日 | 日曜   | 広島   | 広島JMSアステールプラザ 大ホール               |
| 2018年 | 5月26日 | 土曜   | 埼玉   | 大宮ソニックシティ 大ホール                    |
| 2018年 | 5月27日 | 日曜   | 福島   | 郡山市民文化センター 中ホール                  |
| 2018年 | 6月3日  | 日曜   | 北海道 | わくわくホリデーホール（札幌市民ホール）       |
| 2018年 | 6月9日  | 土曜   | 宮城   | トークネットホール仙台大ホール（仙台市民会館） |
| 2018年 | 6月15日 | 金曜   | 大阪   | オリックス劇場                                 |
| 2018年 | 6月17日 | 日曜   | 兵庫   | 神戸国際会館こくさいホール                     |
| 2018年 | 7月15日 | 日曜   | 福岡   | 福岡サンパレスホテル＆ホール                   |
| 2018年 | 7月20日 | 金曜   | 静岡   | 静岡市民会館 中ホール                          |
| 2018年 | 7月27日 | 金曜   | 愛知   | 名古屋国際会議場センチュリーホール             |
| 2018年 | 8月4日  | 土曜   | 長野   | ホクト文化ホール                               |
| 2018年 | 9月8日  | 土曜   | 千葉   | 幕張メッセ 国際展示場                          |
| 2018年 | 9月9日  | 日曜   | 千葉   | 幕張メッセ 国際展示場                          |

## リリース
本作は、本編での未発表曲「Afternoon」に加え、幕張初日公演にしか演奏されなかった4曲とDOCUMENT特典映像が収録された。加えてミセス5人による2時間40分強に及ぶライブ本編のオーディオコメンタリーが付き、さらにはライブ写真とメンバーインタビューで構成された20Pのブックレットが付属するという盛り沢山な内容となっている。
初回プレス分封入特典として、ENSEMBLE TOURのメイキング未公開映像ダウンロードチラシが同梱された。
「僕のこと」に「The Making of ENSEMBLE TOUR（前編）」、本作に「The Making of ENSEMBLE TOUR（後編）」のダウンロードチラシが同梱されており、両方を購入するとコンプリート出来るようになっている。
また、UNIVERSAL MUSIC STORE限定で、ここでしか手に入らないオリジナルデザインTシャツ「ENSEMBLE TOUR LIMITED T-SHIRT」をセットした受注生産限定商品も発売。幕張公演のライブ写真でデザインされたオリジナルTシャツとなっている。
| 形態   | 規格    | 規格品番     | 備考 |
| ------ | ------- | ------------ | ---- |
| 通常盤 | Blu-ray | UPXH-20077/8 | -    |
| 通常盤 | DVD     | UPBH-20235/6 | -    |

## 収録映像曲
本編
1. Love me, Love you
2. キコリ時計
3. 愛情と矛先
4. StaRt
5. HeLLo
6. Oz
7. 日々と君
8. パブリック
9. アウフヘーベン
10. Coffee
11. 鯨の唄
12. FACTORY
13. ツキマシテハ
14. WanteD! WanteD!
15. うブ
16. WHOO WHOO WHOO
17. L.P
18. REVERSE
19. 青と夏
20. Afternoon（未発表曲）
21. SPLASH!!!
22. Speaking
23. They are
24. PARTY
25. Love me, Love you
26. 光のうた (アンコール)
27. CONFLICT (アンコール)
28. はじまり (アンコール)
29. 我逢人 (Wアンコール)

特典映像
1. ENSEMBLE TOUR 〜フェット・ドゥ・ラ・ルージュ〜」＠幕張メッセ 国際展示場 2018.09.08
2. 幕張ドキュメント映像